# Nagroda im. Grażyny Langowskiej
Nagroda im. Grażyny Langowskiej – nagroda przyznawana nauczycielom i wychowawcom szczególnie zaangażowanym w swoją pracę oraz krzewienie wartości patriotycznych, przyznawana przez Instytut Pamięci Narodowej oraz Stowarzyszenie „Wspólnota Polska”.

## Historia
Nagroda została ustawiona przez Instytut Pamięci Narodowej z inicjatywy Stowarzyszenia „Wspólnota Polska” w 2021 r. Nagroda Centrali IPN jest przyznawana nauczycielom, wychowawcom, szczególnie zaangażowanym w swoją pracę, krzewienie wartości patriotycznych nie tylko w szkole, ale również poza jej murami i poza granicami kraju. Nagroda Regionalna IPN jest fundowana przez oddziały i delegatury IPN, jest przeznaczona dla nauczyciela lub wychowawcy promującego patriotyzm wśród młodzieży na terenie danego oddziału IPN. 
Pierwsze jej wręczenie miało miejsce 5 października 2021 r. w Warmińsko-Mazurskim Urzędzie Wojewódzkim w Olsztynie i było połączone z odsłonięciem tablicy upamiętniającej Grażynę Langowską. Kapituła przyznała nagrodę w trzech kategoriach: dla nauczyciela podziemnej „Solidarności” (fundator: Instytut Dziedzictwa Myśli Narodowej), dla nauczyciela, szkoły polonijnej (fundator: Stowarzyszenie „Wspólnota Polska”) oraz dla nauczyciela, wychowawcy, instruktora, opiekuna za krzewienie postawy patriotycznej w młodym pokoleniu (fundator: Instytut Pamięci Narodowej). Od 2024 r. nagroda jest przyznawana przez Instytut Pamięci Narodowej oraz Stowarzyszenie „Wspólnota Polska” dwóch kategoriach: nauczyciel i wychowawca (Centrala IPN przyznaje „Nagrodę Centrali IPN”, oddziały IPN/delegatury IPN przyznają „Nagrodę Regionalną IPN”) oraz nauczyciel i wychowawca oraz instytucje polonijne działające na rzecz podtrzymania języka, kultury, historii i polskiego dziedzictwa poza granicami kraju (przyznawana przez Stowarzyszenie „Wspólnota Polska”). W Instytucie Pamięci Narodowej nagroda jest procedowana za pośrednictwem Biura Edukacji Narodowej i jego odpowiedników terenowych.

## Uhonorowani nagrodą
- 2021 – pierwsza edycja[4]:
  - Ireneusz i Cecylia Gugulscy,
  - Adam Błaszkiewicz,
  - Adam Lichota.

- 2022 – druga edycja[5]:
  - mgr Małgorzata Rogal-Dropińska,
  - Stefan Kubowicz (pośmiertnie)
  - Wiera Szerszniowa.

- 2023 – trzecia edycja[6]:
  - Krzysztof Fiołka,
  - Marta Kmet,
  - Anna Lipczyńska.

- 2024 – czwarta edycja[7]:
  - Tomasz Banaszkiewicz (Nagroda Centrali IPN oraz Nagroda Regionalna IPN)
  - Beata Doskocz-Kaleta (Delegatura w Opolu)
  - Aleksandra Jankowska (Delegatura w Bydgoszczy)
  - Joanna Kordzikowska (OBEN Rzeszów)
  - Magdalena Kunysz (OBEN Kraków)
  - Tadeusz Lech (OBEN Gdańsk)
  - Urszula Misiek (OBEN Wrocław)
  - Anna Morajko-Fornal (OBEN Katowice)
  - Beata Rybarczyk (OBEN Łódź)
  - Joanna Seredyńska (OBEN Białystok)
  - Iwona Tomaszewska (OBEN Poznań)